# Open Range
Open Range är en amerikansk långfilm från 2003 i regi av Kevin Costner, med Robert Duvall, Kevin Costner, Annette Bening och Michael Gambon i rollerna. Filmen är baserad på en roman av Lauren Paine, Open Range Men (ISBN 0-8027-4105-3).

## Handling
Colorado 1882. Boss Spearman, Charley Waite, Mose och Button är fyra kofösare, som får problem med en ranchägare, Baxter, när de slår upp sitt läger utanför en liten stad. Mose blir dödad och Button skadad av ranchägarens män och de får order att ge sig av därifrån. Men Boss och Charley tänker inte ge upp så lätt. Button får vård av doktorns syster och det dröjer inte länge innan hon och Charley kastar längtansfulla blickar efter varandra. Med hjälp av några vänligt inställda stadsbor lyckas de efter en eldstrid få rättvisa mot Baxter.

## Om filmen
Filmen hade svensk premiär den 28 januari 2004 (Göteborgs filmfestival).

## Rollista
- Kevin Costner - Charley Waite
- Robert Duvall - Boss Spearman
- Annette Bening - Sue Barlow, doktor Barlows syster
- Michael Gambon - Denton Baxter, ranchägare
- Michael Jeter - Percy, smed
- Diego Luna - Button
- James Russo - Sheriff Poole
- Abraham Benrubi - Mose
- Dean McDermott - Doktor Barlow
- Kim Coates - Butler, en av Baxters män